# 4.1
En audiophonie, le 4.1 désigne un système de reproduction phonique à cinq canaux. Chaque canal est matérialisé par une enceinte spécifique. Le chiffre 4 de 4.1 correspond aux 4 enceintes généralement de petite taille. Seul le caisson de renfort de basse, qui correspond au chiffre 1 de 4.1, peut avoir une taille importante.

## Disposition des canaux

Symbole du système 4.1, en configuration quadriphonique.

### Musique
Système quadriphonique avec un canal supplémentaire d'infrasons subwoofer.
- Deux canaux latéraux avant, notés L et R (de l'anglais Left et Right);
- deux canaux latéraux arrière, notés Ls et Rs (Left surround et Right surround);
- un canal subwoofer (infrasons) central, noté LFE (Low Frequency Effects).

### Dolby Stereo Surround LCRS

Symbole du système 4.1, en configuration home cinema.

Le LCRS utilise un format analogique (Dolby Stereo Surround) présenté en 1975 par l'entreprise Dolby pour le cinéma 35 mm,. Il est remplacé par le format 5.1 numérique. Cette disposition 4.1 est parfois aussi utilisée par le home cinema.
Le système LCRS :
- un canal gauche,
- un canal central avant,
- un canal droit,
- un canal arrière ou central, à effet surround,
- un canal subwoofer (infrasons) central, noté LFE (Low Frequency Effects).